# 안아줘 세뇨리타
다이테 세뇨리타(抱いてセニョリータ 안아줘 세뇨리타[*])는 야마시타 토모히사의 솔로 데뷔 싱글이다.

## 개요
2006년 5월 31일 발매된 당시 NEWS의 멤버였던 야마시타 토모히사의 솔로 데뷔 싱글이다. 남성 솔로 아티스트의 초동 매상 40만매 돌파는, 쿠와타 케이스케의 〈하얀 연인들〉이후 처음이다. 남성 솔로 아티스트의 텔레비전 드라마 주제가의 오리콘 1위 기록은 히라이 켄의 〈POP STAR〉이래가 된다. 또한, NEWS, 슈지와 아키라의 명의를 포함하여 8작품 연속 주간 최고 1위를 기록하였다. 총판매량은 60만장이다.
발매 당일, 본작의 제목을 프린트 한 티셔츠를 입은 직원이 PR을 위해 풍선을 배부하는 이벤트를 시부야에서 진행하였다. 또한 자니즈 엔터테인먼트의 공식 사이트는 "다이테 세뇨리타"의 안무를 그림으로 설명된 "안무 세뇨리따"를 전달했다.
이후 중화민국에서는 통상 반이 발매되었다.

## 수록곡

### 초회 한정반
1. 안아줘 세뇨리타 (抱いてセニョリータ)
  - 작사 : zopp / 작곡 : 와타나베 미라이, 마사키 오사무 / 편곡 : 마에지마 야스야키
  - 곡 설명: 야마시타가 주연을 맡은 TBS 드라마 《쿠로사기》의 주제가로, 속편으로 제작된 영화 《극장판 쿠로사기》에서도 삽입곡으로 사용되었다. 슈지와 아키라의 〈청춘 아미고〉를 다룬 zopp가 작사를 담당했다. 야마시타가 "세뇨리따"를 노래 가사에 넣는 것을 제안하였다. 〈청춘 아미고〉가 남성 두 사람의 우정을 테마로 한 것에 비해, 〈다이테 세뇨리타〉는 연애가 주제가 되어, 연상의 여성과 사랑을 하는 남자가 주인공이다. 가사에 나오는 주인공과 놀고 있는 "저 녀석"은 슈지를 가리킨다. 〈청춘 아미고〉와 비슷한 가요를 의식한 곡조는 NEWS때의 음악과 차별화를 두었다.[2]
2. 반지 (指輪)
  - 작사·작곡 : 야마시타 토모히사 / 편곡 : 스즈키 Daichi 히데유키
  - 곡 설명: 이전부터 콘서트 등에서 선보인 있던 악곡으로, 이번 수록에 있어서 멜로디 라인과 구성이 콘서트 버전으로 변화되었다. 이전 버전은 NEWS의 DVD NEWS 〈일본 0304〉에서 들을 수 있다.

- 특전 DVD (비디오 클립, 레코딩 영상 등의 오프 쇼트 영상 등 수록)

### 통상 반
1. 안아줘 세뇨리타 (抱いてセニョリータ)
2. 반지 (指輪)
3. 해바라기 (向日葵)
  - 작사 : 나카무라 타츠시/ 작곡 : 기타노 마사토 / 편곡 : 나카무라 야스나리
4. 안아줘 세뇨리타 (抱いてセニョリータ) - 오리지널 가라오케

## 차트 최고 순위·수상
- 더블 플래티넘 (2006년 일본 레코드 협회 인증)
- 더 베스트 10 싱글 (2006년 제21회 일본 골드 디스크 대상)
- 주간 1위 (오리콘)
- 1위 (Five Music)
- 2006년 6월도 월간 1위 (오리콘)
- 2006년도 연간 4위 (오리콘)